# Accusatīvus cum infinitīvo
Accusatīvus cum infinitīvo (акузатив са инфинитивом) је латинска конструкција коју чине verbum regens (главни глагол) активног значења, субјекат у акузативу (увек без предлога) и предикат у инфинитиву. На српски језик се преводи зависно-исказном реченицом на тај начин што се акузатив преводи субјектом, а инфинитив личним глаголским обликом у времену и стању у коме се налази инфинитив латинског глагола.
- Ако је предикат у инфинитиву презента, радња је истовремена са радњом главног глагола.
- Ако је предикат у инфинитиву перфекта, радња се десила пре радње главног глагола.
- Ако је предикат у инфинитиву футура, онда се радња дешава после радње главног глагола.

Пример када је предикат у инфинитиву презента:
Video Marcum legere.
- - главни глагол
- - субјекат у акузативу
- - предикат у инфинитиву

Видим Марка како чита. 
Превод: Пример када је предикат у инфинитиву перфекта:
Serbliam cisalpinam in quatuor partes tributam fuisse Porphyrogenitus cap. 30 docet. (Данијеле Фарлати, Illyricum sacrum I, стр. 123)
- - субјекат у акузативу
- - предикат у инфинитиву
- - главни глагол

Превод: Порфирогенит у 30. поглављу обавештава да је овострана Србија била подељена на четири дела.